# Karin Hunkel
Karin Hunkel (* 29. März 1949 bei Frankfurt am Main) ist eine deutsche Sachbuchautorin und Farbpsychologin.

## Leben
Nach dem Studium und nach eigenen Filmprojekten gründete sie eines der ersten Filmkunstkinos in Frankfurt/Main, das „Berger 177“.  
1985 wurde sie Farbberaterin mit starkem Bezug auf die Farbenlehre von Goethe und die Farbpsychologie. Ein Jahr später entwickelte sie ein Ausbildungskonzept für „ganzheitliche Farbberatung“. Seither arbeitet und referiert sie als Expertin und Ausbildungsleiterin für das Thema Farbe aus psychologischer Sicht. Seit 2003 bildet sie  „Farbpsychologische Berater“ aus. Dabei bezieht sie sich auch auf die altindische Chakra-Lehre.

## Werke
- Das Arbeitsbuch zur richtigen Farbentscheidung. Hugendubel, München 1994, 2. Auflage 1996, ISBN 3-88034-801-4.
- Die Kraft der Farben. Gräfe und Unzer, München 1997 (2. Auflage), ISBN 3-7742-2897-3.
- Ganzheitliche Farbberatung. Schirner, Darmstadt 2005, ISBN 3-89767-470-X.